# Kilkieran
Cill Chiaráin (del inglés: Kilkieran) es una población del Condado de Galway, en la República de Irlanda, situado al oeste del condado, a lo largo de la costa oeste de Irlanda. La R340 recorre la costa desde la ciudad de Galway llegando hasta Kilkieran.
Cill Chiaráin se encuentra dentro de la región irlandesa de habla gaélica o Gaeltacht de Irlanda.
El pueblo comparte su nombre con un segundo Cill Chiaráin en el Condado de Kilkenny.